# Festival Internacional de Cine Independiente de Cosquín
El Festival Internacional de Cine Independiente de Cosquín (FICIC), es un festival de cine independiente nacional e internacional que se realiza en la ciudad de Cosquín, Córdoba, Argentina. Se realiza todos los años en el mes de mayo y su primera edición se llevó a cabo en el año 2011.

## Objetivo
- Aportar desde el Cine un  nuevo componente para el proceso de creación de nuestras identidades culturales y sociales.
- Brindar un nuevo espacio de proyección y difusión de películas, cortos, documentales de nuestro país y el exterior.
- Dar a conocer las producciones audiovisuales realizadas tanto en Córdoba como en otras zonas del norte y centro del país.
- Formar una plataforma de intercambio y  difusión, donde estas nuevas películas pueden conectarse con sus espectadores que son también sus protagonistas.
- Generar nuevas instancias de comunicación y debate en el marco de las artes audiovisuales.

## Programadores
- Director de programación: Roger Alan Koza

Para la cuarta edición el Festival incorpora a Roger Alan Koza como director de programación. Roger Alan Koza es crítico de cine y programador del Festival de Cine de Hamburgo y FICUNAM México. 
- Sección cortos de escuela: Leandro Naranjo
- Sección cortos de escuela: Ramiro Zonsini
- Sección cortos de escuela: Gretel Suarez
- Sección 35mm: Fernando Martín Peña

## Organización
El Festival es organizado por los productores Carla Briasco y Eduardo Leyrado (Cacique Argentina).
Cuenta con el apoyo de la Municipalidad de Cosquín, el Instituto Nacional de Cine y Artes Audiovisuales de Argentina (INCAA) y el Polo Audiovisual Córdoba.

## FICIC 11 - Decimoprimera edición (2022)
La decimoprimera edición de FICIC se realizó desde el 5 al 8 de mayo de 2022.

## FICIC 10 - Décima edición (2021)
La décima edición de FICIC se realizó desde el 29 de abril al 2 de mayo de 2021.

## FICIC 9 - Novena edición (2019)
La novena edición del Festival Internacional de Cine Independiente de Cosquín (FICIC 9 )se realizó del 1 al 5 de mayo de 2019 en la Ciudad de Cosquín.

### Premios[8]
Competencia Internacional de Largometraje
- Mejor película: Sol Algría de Tavinho Teixeira (Brasil, 2018)[9]
- Menciones especial: Construcciones de Fernando Restelli
- Menciones especial: Lluvia de Jaulas de César González

Competencia Internacional Cortometrajes
- Mejor corto: Las dos ejecuciones del Mariscal de Radu Jude
- Mención especial:  Blue Boy de Manuel Abramovich

Competencia Nacional Cortos de Escuela
- Mejor cortometraje: Coronados de Josefina Alen y Abril Lucini
- Mención especial: Para probar que realmente existimos de Inés Villanueva

Premio Cine.ar
- Mejor corto de la competencia Cortos de Escuela Coronados de Josefina Alen y Abril Lucini

Premios APAC (Asociación de Productores Audiovisuales de Córdoba)
- Mejores representantes cordobeses de la muestra Construcciones de Fernando Restelli y Hombre bajo la lluvia de Maria Aparicio

Premio ACCA, Asociación de Cronistas Cinematográficos de la Argentina.
- Mejor película Argentina en competencia Lluvia de jaulas de César González

Premio DEC (Distribución y exhibición de contenidos).
- Sol Alegría de Tavinho Teixeira

Premio del público
- Construcciones de Fernando Restelli

Carmen Guarini, uno de los focos del 9 FICIC, recibió un reconocimiento por su participación y trayectoria

### Jurado
Competencia Internacional de Largometraje
- Agustina Comedi
- Mariano Donoso Makowski
- Julia Kratje

Competencia Internacional de Cortometraje
- Mariana Guzzante
- Paola Buontempo
- Sofía Ferrero Cárrega

## FICIC 8 - Octava edición (2018)
La octava edición de FICIC se realizó desde el 2 de mayo al 6 de mayo de 2018.

### Premios
Competencia Internacional de Largometraje
- Mejor largometraje: El silencio es un cuerpo que cae de Agustina Comedi (Argentina, 2018)[11]
- Mención especial: Baronesa de Juliana Antunes (Brasil, 2017)

Competencia Internacional de Cortometraje
- Mejor cortometraje: Altas Cidades de Ossadas de Joao Salaviza (Portugal, 2017)
- Mención especial: Fragmentos desde el exilio de Pablo Weber Argentina (Argentina, 2018)

Competencia Cortos de Escuela (Premio compartido)
- Como pronunciar Mikhail de Dante de Luca (UBA, 2018)
- Entre banderas y globos de Federico Rodríguez Seveso (ENERC, 2017)

Premio CINE.AR
- Los hombres del redil de Lucas Rosta (Escuela Regional Cuyo, 2017)

Premio RAFMA
- Perro Negro de Tomas Faiman (FADU UBA, 2017)

Premio del público
- Buenos Aires al Pacífico de Mariano Donoso Makowski (Argentina, 2017)[12]

### Jurado
Competencia Internacional de Largometraje
- Claire Allouche
- Eduardo A. Russo
- Lucía Torres

Competencia Internacional de Cortometraje
- Cristina Aizpeolea
- Iván Zgaib
- Martín Farina

Competencia Cortos de Escuela
- Atilio Sánchez
- Jazmín Stuart
- Lautaro García Candela

### Retrospectivas
La política en la intimidad. El cine de Ana Poliak
- Suco de sábado (Argentina, 1989)
- ¡Que vivan los crotos! (Argentina, 1990)[13]
- La fe del volcán (Argentina, 2001)
- Parapalos (Argentina, 2004)
- El eco (Argentina, 2004)

El retratista. El cine de Martín Farina
- Fulboy (Argentina, 2015)
- El hombre de pasopiedra (Argentina, 2015)
- Taekwondo (Argentina, 2016)
- EL PROFES10N4L (Argentina, 2017)
- Cuentos de chacales (Argentina, 2017)
- Mujer nómade (Argentina, 2018)
- El liberado (Argentina, 2018)

### Nuestros autores
Trilogía del lago helado de Gustavo Fontán
- Sol en un patio vacío (Argentina, 2014-2017)
- Lluvias (Argentina, 2015-2017)
- El estanque (Argentina, 2016-2017)

Expiación de Raúl Perrone (Argentina, 2018)

### Cine cordobés contemporáneo
- Casa propia de Rosendo Ruiz (Argentina, 2018)
- Los árboles de Mariano Luque (Argentina, 2017)

### Cine en 35mm
Programado por Fernando Martín Peña
- Amorina de Hugo del Carril (Argentina, 1961)
- No abras nunca esa puerta de  Carlos Hugo Christensen (Argentina, 1952)
- Pajarito Gómez de Rodolfo Kuhn (Argentina, 1965)

### Proyección de inauguración
- Malambo, el hombre bueno de Santiago Loza (Argentina, 2018)

### Proyección de clausura
- Instrucciones para flotar un muerto de Nadir Medina (Argentina, 2018)[15]

## FICIC 7 - Séptima edición (2017)
3 de mayo al 7 de mayo de 2017

### Premios
Competencia Internacional de Largometraje
- Mejor largometraje: Jovens Infelizes ou Um Homem que Grita Não É Um Urso que Dança de Thiago B. Mendonça (Brasil, 2016)[17]
- Mención especial: La Siesta del Tigre de Maximiliano Schonfeld (Argentina, 2016)
- Mención especial: Brüder der Nacht de Patric Chiha (Austria, 2016)

Competencia Internacional de Cortometraje
- Mejor cortometraje: A Nice Place to Leave de Maya Connors (Alemania, 2016)
- Mención especial: A History of Sheep de Ezequiel Vega (Argentina, 2016)

Competencia Cortos de Escuela
- ¿Dónde estás en el futuro? de Julieta Seco (UNC, 2016)

Premio CINE.AR
- Mercado de Luciano Giardino (UNL, 2016)

Premio RAFMA
- A quién corresponda de Valeria Fernández (FUC, 2016)

Premio del público
- Los globos de Mariano González (Argentina, 2016)

### Jurado
Competencia Internacional de Largometraje
- Gustavo Fontán
- John Campos Gómez (Perú)
- María Aparicio

Competencia Internacional de Cortometraje
- Jesús Rubio
- Lucas Granero
- María Laura Pintor

Competencia Cortos de Escuela
- Josefina Gill
- Julio Caloggero
- Martín Álvarez

## FICIC 6 - Sexta edición (2016)
4 de mayo al 8 de mayo de 2016

### Premios
Competencia Internacional de Largometraje
- Mejor largometraje: La luz incidente de Ariel Rotter (Argentina, 2015)
- Mención especial: Rastreador de estatuas de Gerónimo Rodríguez (Chile, 2015)
- Mención especial: Las calles de María Aparicio (Argentina, 2016)

Competencia Internacional de Cortometraje
- Mejor cortometraje: Jeanette de Xurxo Chirro (España, 2016)
- Mención especial a la dirección: El trabajo industrial de Gerardo Neumman (Argentina, 2015)

Competencia Cortos de Escuela
- Mejor cortometraje: No hay bestias de Agustina San Martín (FADU, 2016)
- Mención especial: El rengo de Alan Nicolás Gómez (Taller de la Casa de la Cultura Popular de la Villa 21, 2015)

Premio INCAA TV
- Clausura de Jesús Barbosa (FADU, 2015)

Premio RAFMA
- Las flores de Santa Lucía de Ludmila Pagliuca Benetti (FADU, 2015)

Premio del público
- Las calles de María Aparicio (Argentina, 2016)

### Jurado
Competencia Internacional de Largometraje
- José Luis Torres Leiva
- Luciana Calcagno
- Oscar Alberto Cuervo

Competencia Internacional de Cortometraje
- Alejandro Cozza
- Federico Robles
- Lucas Asmar Moreno

Competencia Cortos de Escuela
- Ezequiel Salinas
- Fabián Zampedri
- Lucrecia Matarozzo

## FICIC 5 - Quinta edición (2015)
6 de mayo al 10 de mayo de 2015

### Premios
Competencia Internacional de Largometraje
- Mejor largometraje: No todo es vigilia de Hermes Paralluelo (España, 2014)
- Mención especial: A vizinhanca do tigre de Affonso Uchoa (Brasil, 2014)
- Mención especial: Victoria de Juan Villegas (Argentina, 2015)

Competencia Internacional de Cortometraje
- Mejor cortometraje: Día Branco de Thiago Ricarde (Brasil, 2014)
- Mención especial: Me olvidé de Teddy Williams (Francia, 2015)

Competencia Cortos de Escuela
- Mejor cortometraje: Esta es mi selva de Santiago Reale (Universidad de la Plata, 2015)

Premio INCAA TV
- Esta es mi selva de Santiago Reale (Universidad de la Plata, 2015)
- Mención especial: Sinfonía Húngara de Solange Denker y Emanuel Landivar (FADU, 2015)

Premio RAFMA
- Reina Sofía de Micaela Rittaco (UNC, 2014)

### Jurado
Competencia Internacional de Largometraje
- Gabriela Trettel
- Iván Pinto Veas
- Paulo Pécora

Competencia Internacional de Cortometraje
- Eva Cáceres
- Liliana Paolinelli
- Santiago González Cragnolino

Competencia Cortos de Escuela
- Federico Ambrosis
- Julia Pesce
- Martín Iparraguirre

## FICIC 4 - Cuarta edición (2014)
7 de mayo al 10 de mayo de 2014

### Premios
Competencia Internacional de Largometraje Ficción
- Mejor largometraje: Mauro de Hernán Rosselli  (Argentina, 2014)
- Mención especial: Si estoy perdido, no es grave de Santiago Loza (Argentina, 2014)
- Mención especial: El Escarabajo de Oro de Alejo Moguillansky y Fia-Stina Sandlund (Argentina, 2014)

Competencia Internacional de Largometraje Documental
- Mejor largometraje documental: Escuela de Sordos de Ada Frontini (Argentina, 2013)
- Mención especial: Costa da morte de Lois Patiño (España, 2013)

Competencia Internacional de Cortometrajes
- Mejor cortometraje: La reina de Manuel Abramovich (Argentina, 2013)
- Mención especial: El palacio de Nicolás Pereda (México, 2013)
- Mención especial: Montaña en Sombras de Lois Patinho (España, 2012)

Competencia Cortos de Escuela
- Mejor cortometraje: Falcon de Rafael Pérez Boero (UNC, 2012)
- Mención especial: La fuga de Ignacio Lavizzari (Escuela Da Vinci, 2012)
- Mención especial: Almateur de Emiliano Lavezzini (UNVM, 2013)

Premio Movibeta y Hasta 30 minutos
- Mención especial: ¡Bello, bello, bello! de Pilar Álvarez (Cuba, 2013)

### Jurado
Competencia Internacional de Largometraje Ficción
- Horacio Bernades
- José Celestino Campusano
- Marcela Gamberini

Competencia Internacional de Largometraje Documental
- Fernando Martín Peña
- Germán Scelso
- Teresa Arredondo

Competencia Internacional de Cortometraje
- Guillermo Franco
- Juliana Rodríguez
- Pablo Ratto

Competencia Cortos de Escuela
- Gabriel Lahaye
- Mónica Lairana
- Hebe Estrabou

## FICIC 3 - Tercera edición (2013)
23 de mayo al 25 de mayo de 2013

### Premios
Competencia Internacional de Largometraje Ficción
- Mejor largometraje: Fango de José Celestino Campusano  (Argentina, 2012)
- Mención especial: Germania de Maximiliano Schonfeld (Argentina, 2012)
- Mención especial: Tabú de Miguel Gomes (Portugal, Alemania Brasil, Francia, 2012)

Competencia Internacional de Largometraje Documental
- Mejor documental: La sensibilidad de Germán Scelso (Argentina, 2012)
- Mención especial: El etnógrafo de Ulises Rosell (Argentina, 2012)

Competencia Internacional de Cortometraje
- Mejor cortometraje: ¿Qué queso quieres? de Cintia Domit Bittar
- Mención especial: Toda esa sangre en el monte de Martín Céspedes
- Mención especial: Adelante de Pablo Conde
- Mención especial: Time 2 split de Fabrice Bracq

Competencia Cortos de Escuela
- Mejor cortometraje: El movimiento de Lucas Moreno
- Mejor director: Lucas Moreno El movimiento
- Mejor fotografía: La invasora de Juan Pablo Bozza
- Primera mención especial: Tenía tanto miedo de Martina López Robol
- Segunda mención especial: Puntos de Patricia Gualpa

Premio SICA
- Bienaventurados de Andrés Pasman

Mejor obra nacional
- Fango de José Celestino Campusano

### Jurado
Competencia Internacional de Largometraje Ficción
- Gonzalo Tobal
- José Fuentes Navarro
- Lily Suarés Rodés

Competencia Internacional de Largometraje Documental
- Jorge García
- Matías Herrera Córdoba
- Nicolás Prividera

Competencia Internacional de Cortometraje
- Alexander Teper
- Natural Arpajou
- Paola Suárez

Competencia Cortos de Escuela
- Antonio Birabent
- María Elena Troncoso
- Luciana Abad

## FICIC 2 - Segunda edición (2012)
24 de mayo al 26 de mayo de 2012

### Premios
Competencia Internacional de Largometraje Ficción
- Mejor largometraje: El premio de Paula Markovictch  (Francia, Alemania, Polonia, México)
- Mención especial: El espacio entre los dos de Nadir Medina (Argentina)

Competencia Internacional de Largometraje Documental
- Mejor documental: El lugar más pequeño de Tatiana Huezo (México, El Salvador)
- Mención especial: Yatasto de Hermes Paralluelo (Argentina)

Competencia Internacional de Cortometraje
- Mejor cortometraje: ¿Lo que haría? de Natural Arpajob (Argentina)
- Mención especial: Zombirama de Ariel López V. y Nano Benayón (Argentina)
- Mención especial: Memorias del viento de Katherina Harder (Chile)

Premio SICA
- Julio César Carboni

Mejor cortometraje nacional
- Salon Royale de Sabrina Campos

Mejor obra nacional
- Tierra de los padres de Nicolás Prividera

### Jurado
Competencia Internacional de Largometraje Ficción
- Rosendo Ruíz
- Pablo Mazzolla
- Fernando Varea

Competencia Internacional de Largometraje Documental
- Fermín Rivera
- Celina López Seco
- Martín Sappia

Competencia Internacional de Cortometraje
- Javier Mrad
- Juan Pablo Russo
- Luis Aguirre

## FICIC 1 - Primera edición (2011)
26 de mayo al 28 de mayo de 2011

### Premios
Competencia Internacional de Largometraje Ficción
- Mejor largometraje: Jean Gentil de Laura A. Guzmán, Israel Cárdenas, Alejandro Andujar (República Dominicana)
- Mención especial: De Caravana de Rosendo Ruiz (Argentina)

Competencia Internacional de Largometraje Documental
- Mejor documental: Huellas y Memoria de Jorge Prelorán de Fermín Álvarez Rivera (Argentina)
- Mención especial: El Ambulante de Eduardo de la Serna, Lucas Marcheggiano, Adriana Yurkovich (Argentina)

Competencia Internacional de Cortometraje
- Mejor cortometraje: Teclópolis de Javier Mrad (México)
- Mención especial: La Mina de Oro de  Jacques Bonnavent (Argentina)
- Mención especial: Dulce de Coco de Allan Deberton (Brasil)

Premio FUJI al mejor largometraje Argentino
- De Caravana de Rosendo Ruiz

Premio SICA al mejor cortometraje Argentino
- Otro hemisferio de Carmen Colino